# Јасеновац, мило село моје
Јасеновац, мило село моје српска је традиционална песма бећарац из села Јасеновац у западној Славонији.
Године 2017. урађен је први студијски запис песме, песму је отпевала певачица изворне музике и преживела заточеница логора Стара Градишка Смиља Котур у својој 87. години, уз пратњу женске певачке групе.